# Semaine cinématographique
 (décembre 2022).
Si vous disposez d'ouvrages ou d'articles de référence ou si vous connaissez des sites web de qualité traitant du thème abordé ici, merci de compléter l'article en donnant les références utiles à sa vérifiabilité et en les liant à la section « Notes et références ».
Une semaine cinématographique est une période d'une semaine durant laquelle est exploité un film.

## Pays par pays
- En France, la semaine cinématographique commence le mercredi et s'achève le mardi suivant.
- Aux États-Unis, par contre, elle commence le vendredi et s'achève le jeudi suivant, de sorte que les résultats du premier week-end d'exploitation correspondent au démarrage d'un film au box-office.